# 海柏公園站
海柏公園站是一座多倫多地鐵布魯亞－丹佛線車站，坐落加拿大安大略省多倫多魁北克大道（Quebec Avenue）和園景花園道（Parkview Gardens）之間一段布魯亚西街（Bloor Street West）以北，於1968年5月10日開幕，以鄰近的海柏公園命名。
下列由多倫多公車局營運的巴士線駛經海柏公園站：
- 30號藍頓巴士線（Lambton）

## 外部連結
- 维基共享资源上的相關多媒體資源：海柏公園站
- （英文）TTC High Park Station （页面存档备份，存于）－多倫多公車局網站 海柏公園站頁面